# Vikarka iz Dibleya
Vikarka iz Dibleya (izvirni angleški naslov The Vicar of Dibley) je britanska situacijska komedija, ki jo je ustvaril Richard Curtis; scenarij sta večinoma napisala Curtis in Paul Mayhew-Archer. Sama nanizanka je bila napisana za glavno igralko Dawn French.
Leta 2004 je bila Vikarka iz Dibleya razglašena za 3. najboljšo britansko situacijsko komedijo na pogladi rezultatov splošne BBC ankete.
Posnete so bile tri sezone (1994, 1998 in 1999) ter več posebnih božičnih epizod.